# Slaperstil
Slaperstil est un hameau de la commune néerlandaise de Groningue, situé dans la province de Groningue.